# أضواء المدينة (برنامج إذاعي)

حفلة أضواء المدينة (جلال معوض - عبد الحليم حافظ - يوسف وهبي)

حفلة أضواء المدينة (عبد الحليم حافظ - جلال معوض - ليلى فوزي)

أضواء المدينة برنامج إذاعي كان يبث من الإذاعة المصرية خلال فترة الخمسينات والستينات والسبعينات من القرن العشرين. أنشأ البرنامج الإعلامي «جلال محمود معوض» الشهير باسم جلال معوض (1920 - 1997) وهو واحد من أشهر الأصوات الإذاعية المصرية في فترة الخمسينات والستينات، والذي سجل بصوته كل البيانات التاريخية، وكان صاحب فكرة حفلات ليالى أضواء المدينة التي بدأ تقديمها في أوائل عام 1954، والتي أهلتّه لتكوين صداقات متعددة مع الوسط الفنى وقتها، وقدم العديد من البرامج، من أهمها «شخصية الأسبوع»  وبرنامج «أضواء المدينة». ارتبط اسم جلال معوض بالعديد من الشخصيات الفنية منها أم كلثوم، وكان معها في جميع رحلاتها الفنية خارج مصر وقدم أغلب حفلاتها للجمهور ومعظم أغانيها وقالت أم كلثوم عن صوته وهو يقدم أغانيها: «يبدأ الغناء قبل أن أغنى»، وكذلك عبد الحليم حافظ والموسيقار محمد عبد الوهاب. في عام 1960 عين في منصب كبير المذيعين وتزوج من الفنانة ليلى فوزي في 23 يناير عام 1960 ورافقته طوال رحلة حياته.

## أهمية حفلات أضواء المدينة
كانت حفلات أضواء المدينة في بدايتها يتم توظيفها سياسياً.
أحيا عبد الحليم حافظ في 18 يونيو 1953، «حفلة أضواء المدينة» بحديقة الأندلس، والتي كانت أول احتفال رسمي بإعلان الجمهورية في مصر بعد حركة 23 يوليو، خفتت أضواء الحديقة وسُلطت الأضواء علي المسرح وأخد الموسيقيون أماكنهم وغني عبد الحليم، بعد أن قدمه عميد المسرح يوسف وهبي إلى الجمهور وغنى حليم من كلمات سمير محجوب وألحان محمد الموجي أول أغانيه «صافيني مرة»، وكانت أول مواجهة له مع الجمهور في القاهرة، وفي 21 فبراير 1961 صعد الرئيس الراحل جمال عبد الناصر على مسرح حفل «أضواء المدينة» الذي أقيم وقتها في دمشق بمناسبة الذكرى الرابعة للوحدة بين مصر وسوريا، ووقتها ألقى ناصر خطابًا شهيرًا عن الوحدة.

## أضواء المدينة في الدول المختلفة
كان فريق برنامج أضواء المدينة يخطط لرحلات لدول كثيرة وهذا ما حدث في السودان حيث زارت بعثة أضواء المدينة السودان ثلاث مرات كانت المرة الأولى في نوفمبر عام 1960 اثناء عيد الثورة السودانية، والثانية كانت في يناير عام 1962 بمناسبة عيد استقلال السودان، والمرة الثالثة كانت في 1963 بمناسبة قيام معرض الجمهورية العربية المتحدة بالخرطوم، وتحت إلحاح الشعب السوداني ورغبته إقامة أضواء المدينة خمس حفلات بدلا" من ثلاث، وصحب الشعب السوداني الفنانين إلى الفندق الذي أقاموا به في الخرطوم، وكانوا يرابطون فيه طوال الأيام العشرة التي استغرقتها زيارتهم. تبين إن جلال معوض محبوب جدا من كل مذيعي السودان فهو في نظرهم نموذج حي للمذيع الناجح. كانت المرة الأولى التي يقف فيها جلال معوض ليستجوبه المذيعيين؟ وكان لهم طلب واحد هو رؤية ام كلثوم وفريد الاطرش، وكان رد جلال أن ام كلثوم لا تشارك في اضواء المدينة، لكنه وعدهم أنهم سيروا فريد الاطرش في حفلات أضواء المدينة القادمة، وبعد عودته استطاع فعلا ان يقنع فريد الاطرش بمشاركته رحلات السودان القادمة.

## نموذج إحدى حفلات أضواء المدينة
كانت حفلات أضواء المدينة تقدم على واحد من مسارح محافظات مصر ويضم برنامج الحفل ألمع نجوم الفن في وقتها، أقيم بنادى الشرطة بمدينة السويس في يوم 22 أكتوبر 1959 وكانت فقرات السهرة كالتالي:
الفرقة الموسيقية بقيادة الموسيقار عطية شرارة: مقطوعة ليالى السويس
جمال وطروب (الثنائي اللبناني): قول كمان - من خفقة القلبين
محمد قنديل: فكرتونى حيرتونى سهرتونى - يالابسه الماشاء الله - وحدة مايغلبها غلاب
شهر زاد: إدينى ميعاد وقابلنى - قلبى أيوه «المرة الأولى»
محمد فوزى: ياحبيبى خد عنيا وبص بيها - حبيبى وعنيا
شادية: جرى لى أيه - خطابك كتير
سيد إسماعيل: ياأم التوب - لمهندس جاى
عبد الحليم حافظ: بتلمونى ليه – نار - فوق الشوك
نجاة الصغيرة: سامحنى تبت خلاص - ع الشوك ماشى 

## النهاية
كانت حفلات الإذاعة المصرية والتليفزيون المصري حلم المطربين وبوابة الشهرة والفخر، وظهرت حفلات بعنوان «حفلات ليالى التليفزيون» واختفت حفلات «أضواء المدينة»، التي كانت تنظمها الإذاعة المصرية، ثم عادت بعد توقف أكثر من عشر سنوات ولكن ليس كما كانت في البداية.
قال الناقد الفني محمد عبد العلي لموقع "العرب"، إن «أضواء المدينة» لم تكن مجرد حفلات غنائية أحياها كبار النجوم في مصر والعالم العربي، إنما كانت منصة لتوجيه رسائل مختلفة للجمهور، ولم تقتصر الأغاني المقدمة على الطابع الرومانسي والخفيف، بل تضمنت مضامين وطنية وسياسية أيضا". وأوضح أنها اختفت في منتصف السبعينات وأوائل الثمانينات، ثم أحياها الإعلامي الراحل أحمد سمير في أواخر الثمانينات تحت اسم «ليالي التلفزيون».
لفت الفنان هاني شاكر، نقيب الموسيقيين المصريين، إلى أنه من المحزن اختفاء الحفلات الغنائية في مصر، التي كانت رائدة في إقامة الحفلات الغنائية بصفة منتظمة في كل المواسم، سواء شم النسيم أو الأعياد أو حفلات شهرية مثل «أضواء المدينة» ثم ليالي التلفزيون، لأن الجمهور كان ينتظرها لرؤية مطربيه المفضلين وكانت فرصة أيضا لاكتشاف المواهب الجديدة.
أشار محمد المرسي، رئيس قسم الإذاعة والتلفزيون في كلية الإعلام بجامعة القاهرة، إلى أن حفلات «أضواء المدينة» اسم له ثقل ووزن وتاريخ في عالم الغناء المصري، وقدمت العديد من الأصوات الرائعة سواء المصرية أو العربية، والكثير من المؤلفين والملحنين أيضا، وطالب بعض النقاد بعودة حفلات «أضواء المدينة» أو «ليالي التلفزيون» بشكل لائق، لكي تعود مصر إلى ما كانت عليه، خاصة وأن هناك موسيقيين ومطربين ومطربات، مصريين وعرب، ذوي مستوى رائع.

## وصلات خارجية
https://gate.ahram.org.eg/News/2811261.aspx أضواء المدينة (برنامج إذاعي)
https://www.elwatannews.com/news/details/3957536 أضواء المدينة (برنامج إذاعي)
https://www.youtube.com/watch?v=zVDWYNVI9Ac أضواء المدينة (برنامج إذاعي)
https://www.youtube.com/watch?v=2k3BwCd-JMc أضواء المدينة (برنامج إذاعي)
https://www.youtube.com/watch?v=RqD-t6nG8-s أضواء المدينة (برنامج إذاعي)
https://www.youtube.com/watch?v=QqPokm7iiAY أضواء المدينة (برنامج إذاعي)
https://www.youtube.com/watch?v=1rvlLMC_Bdg أضواء المدينة (برنامج إذاعي)